# Robert Prosinečki
Robert Prosinečki [ˈrɔbɛrt ˈprɔsinɛtʃki] (Villingen-Schwenningen, Alemanya Occidental, 12 de gener, 1969) és un exfutbolista i entrenador de futbol croat. Actualment dirigeix la selecció de Montenegro.
Prosinečki va néixer a Alemanya dins d'una família d'imigrants iugoslaus. Ben aviat retornà a Iugoslàvia, iniciant-se en el món del futbol al Dinamo de Zagreb. Posteriorment fitxà per l'Estrella Roja de Belgrad on fou campió de la Lliga de Campions de la UEFA l'any 1991.
Posteriroment jugà als clubs Reial Madrid, Reial Oviedo, FC Barcelona, Sevilla FC, NK Hrvatski dragovoljac, Standard Liège, Portsmouth FC, Olimpija Ljubljana, i NK Zagreb. Tot i ser una jove promesa del futbol europeu (guanyà el Trofeu Bravo el 1991), les lesions i la seva fragilitat li van impedir esdevenir un dels grans del moment.
Prosinečki fou 49 cops internacional amb Croàcia (marcant 10 gols) a més de 15 cops i 4 gols per Iugoslàvia. El 1987 fou nomenat millor jugador del Mundial Juvenil de Xile. Amb Iugoslàvia disputa el Mundial de 1990 i amb Croàcia els de 1998 (on assolí la tercera plaça) i 2002. També disputà l'Eurocopa de 1996.

## Palmarès

### Selecció
- Campionat del Món Juvenil: 1987
- Tercera posició a la Copa del Món de futbol 1998

### Club
- Lliga iugoslava de futbol: 1988, 1990, 1991
- Copa iugoslava de futbol: 1990
- Copa d'Europa de futbol: 1991
- Copa Intercontinental de futbol: 1991
- Copa del Rei de futbol: 1993
- Supercopa espanyola de futbol: 1993
- Copa Iberoamericana: 1994
- Lliga croata de futbol: 1998, 1999, 2000
- Supercopa croata de futbol: 1998
- Copa eslovena de futbol: 2002

### Individual
- Pilota d'Or del Campionat del Món Juvenil de 1987
- Trofeu Bravo 1991